# Vũ Nông
Vũ Nông là một xã thuộc huyện Nguyên Bình, tỉnh Cao Bằng, Việt Nam.

## Địa lý
Xã Vũ Nông nằm ở phía tây bắc huyện Nguyên Bình, có vị trí địa lý:
- Phía đông giáp xã Thể Dục
- Phía tây giáp xã Ca Thành
- Phía nam giáp thị trấn Tĩnh Túc và xã Phan Thanh
- Phía bắc giáp xã Triệu Nguyên.

Xã Vũ Nông có diện tích 30,18 km², dân số năm 2019 là 1.888 người, mật độ dân cư đạt 63 người/km². 
Quốc lộ 34 chạy qua phía tây của xã.

## Lịch sử
Sau năm 1975, Vũ Nông là một xã thuộc huyện Nguyên Bình.
Đến năm 2019, xã Vũ Nông được chia thành 12 xóm: Lũng Po, Lũng Tỳ, Lũng Khoen, Lũng Luông, Lũng Nọi, Lũng Nặm, Lũng Thán, Thin San, Xiên Pèng, Lũng Báng, Xí Thầu, Po Cốp.
Ngày 9 tháng 9 năm 2019, Hội đồng Nhân dân tỉnh Cao Bằng ban hành Nghị quyết số 27/NQ-HĐND về việc:
- Sáp nhập xóm Xiên Pèng vào xóm Lũng Luông
- Sáp nhập hai xóm Thin San và Lũng Thán vào xóm Xí Thầu
- Sáp nhập hai xóm Lũng Po và Lũng Báng vào xóm Lũng Tỳ
- Sáp nhập xóm Lũng Nặm vào xóm Lũng Khoen.

## Hành chính
Xã Vũ Nông được chia thành 6 xóm: Lũng Khoen, Lũng Luông, Lũng Nọi, Lũng Tỳ, Po Cốp, Xí Thầu.